# Hueso cigomático
El hueso cigomático, malar o pómulo es un hueso par, corto y compacto, situado en la parte más externa de la cara, en forma cuadrilátera que forma el pómulo de la cara y parte de la órbita y presentan un saliente o proceso cigomático que se une hacia atrás con el proceso cigomático del hueso temporal. Solo se denomina así en los mamíferos y se corresponde con el hueso yugal del resto de los vertebrados. Se articula con el temporal, el maxilar, esfenoides y el frontal.

## Etimología
El término cigomático deriva de la palabra griega Ζυγόμα que significa "yugo". El hueso cigomático se conoce en ocasiones como el hueso malar, pero este término también puede referirse al arco cigomático. El cigomático es homólogo a la del hueso yugal de los tetrápodos.

## Hitos anatómicos

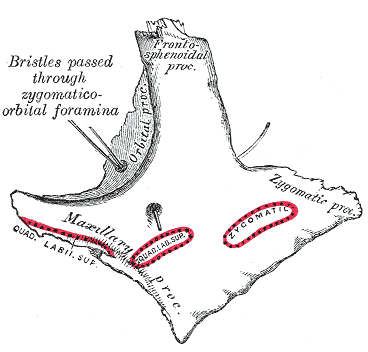
Hueso cigomático izquierdo. Superficie malar.

- Cara lateral:
  - Foramen cigomático-facial
  - Foramen cigomático-temporal
- Cara Medial:
  - Foramen cigomático-orbitario

## Bordes

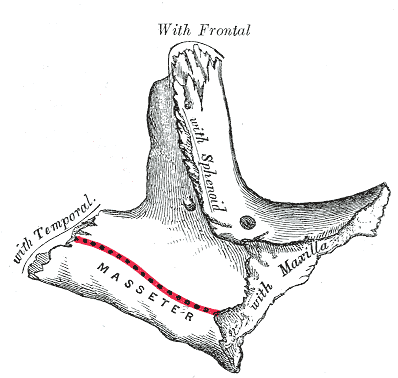
Hueso cigomático izquierdo. Superficie Temporal.

- Anterosuperior
- Anteroinferior
- Posterosuperior
- Posteroinferior

## Articulaciones
Se articula con cuatro huesos:
- Arriba con el hueso frontal.
- Abajo y adelante con el maxilar.
- Atrás con el hueso temporal en el arco cigomático unido de la apófisis cigomático.
- Atrás y adentro con el ala mayor del esfenoides que forma la fosa nasal.

## Inserciones musculares
Cinco músculos se insertan en el malar:
- Cara externa:
  -  Músculo cigomático mayor
  -  Músculo cigomático menor
  -  Músculo elevador del labio superior
- Cara interna:
  - Músculo temporal
- Borde posteroinferior:
  - Músculo masetero

## En otros animales

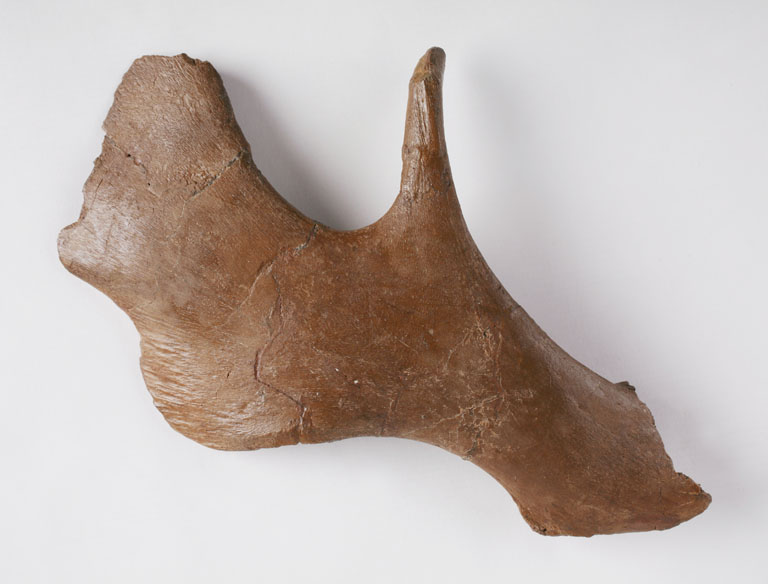
Este hueso yugal de Edmontosaurus es más de un metro de largo.

En los vertebrados no mamíferos, el hueso cigomático se conoce como el hueso yugal, ya que estos animales no tienen arco cigomático. Se encuentra en la mayoría de los reptiles, anfibios y aves. Está conectado al hueso quadratojugal y el maxilar, así como a otros huesos, que puede variar según la especie.

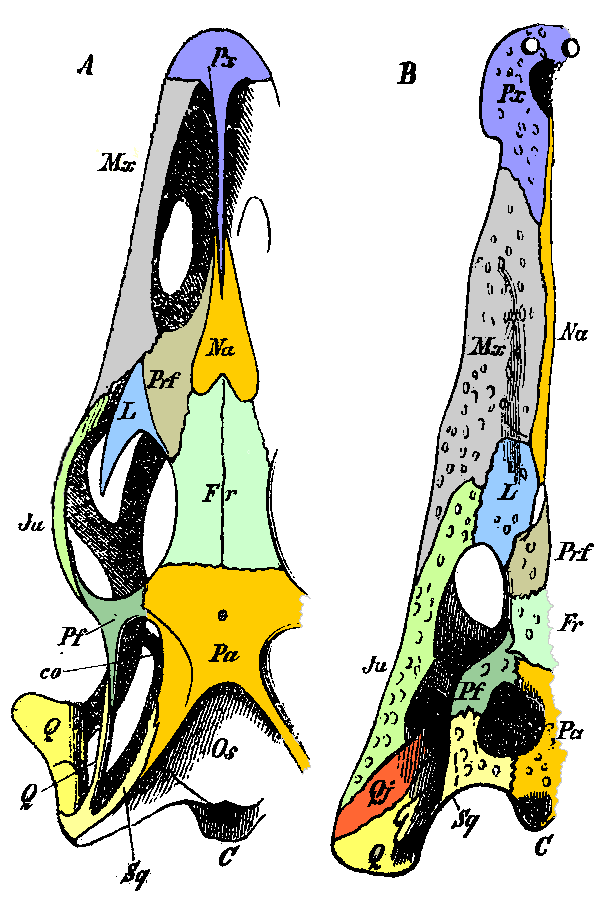
Diagrama que muestra los huesos homólogos de los cráneos de un lagarto monitor y un cocodrilo. Hueso Jugal etiquetado Ju, de color verde pálido, en el centro izquierda.

Este hueso se considera clave en la determinación de los rasgos generales del cráneo, como en el caso de las criaturas, tales como dinosaurios en la paleontología, cuyo cráneo entero no se ha encontrado. En celacantos y principios de los tetrápodos del hueso es relativamente grande. Aquí, se trata de una formación del margen inferior de la órbita y gran parte del lado de la cara de hueso en forma de placa. En los peces con aletas radiadas se reduce o está ausente, y toda la región mejilla es generalmente pequeña. El hueso también está ausente en los anfibios.
Con la excepción de las tortugas, el hueso yugal en reptiles forma una barra relativamente estrecha que separa la órbita de la fenestra temporal inferior, de la que también puede formar el límite inferior. El hueso se reduce de manera similar en las aves. En los mamíferos, toma en términos generales la forma observada en los seres humanos, con la barra entre la órbita y fenestra temporal desaparece por completo, y solo el límite inferior de la fenestra temporal permanece, como el arco cigomático......

## Galería
|                           |
| Vista lateral del cráneo. |

|                               |
| Fosa infratemporal izquierda. |

|                                             |
| Huesos laterales de cráneo humano numerados |